# 로버트 F. 스톡턴
로버트 필드 스톡턴(영어: Robert Field Stockton, 1795년 8월 20일~1866년 10월 7일)은 미국의 군인, 정치인으로 미국 멕시코 전쟁 동안 캘리포니아를 점령했던 미국 해군의 장군이다. 스톡턴 가문은 유명한 정치인 가문으로 자신도 뉴저지주에서 상원 의원으로 선출되었다.

## 생애
1795년 8월 20일, 그는 뉴저지주 프린스턴에서 정치인 가문에서 태어났다. 그의 아버지 리처드 스톡턴은 미국 하원 의원이며, 그의 할아버지 리처드 스톡턴(같은 이름)은 미국독립선언에 서명한 인물이다.
로버트는 16살 때 미국 해군에 해군사관학교 생도로 임명되어 미영 전쟁 동안 해전에서 활약했다. 그 전쟁 이후 스톡턴 중위는 지중해, 카리브해 및 서아프리카 해안에 파견된 군함에서 복무했다. 그는 노예 매매에 대해 조치한 최초의 해군 장교로 몇 척의 노예선을 나포했다. 스톡턴은 미국 식민지협회의 엘리 에아스 박사와 함께 라이베리아 주 설립을 주도하여 조약을 협상했지만, 현지의 왕들에게 총을 겨누고 땅을 빼앗는 등 무리한 행동으로 인해 이후에 문제시되었다. 1820년대 후반과 1830년대에는 주로 뉴저지의 상업 업무에 주력했다. 이후 뉴저지에서 선출된 미국 상원 의원이 될 아들 존 P. 스톡턴(John P. Stockton)이 태어났다.
1838년 스톡턴은 함장으로 해군의 임무를 활발하게 재개했다. 그는 유럽에 근무했지만, 1840년에 정치에 입문하기 위해 휴가를 냈다. 1841년 존 타일러 대통령이 미국 해군 장관 직을 제의하였지만, 그는 그 제의를 거절했다. 대형 포를 탑재한 새로운 증기 군함을 건조하는데 지원하여 성공을 거둔다.
이 배가 미국 군함 프린스턴 호로 미국 해군 최초의 증기 기관 군함이다. 이 배는 존 에릭슨에 의해 설계되어 1843년에 완성되었다. 그러나 이 배에 탑재된 대포에는 결함이 있었으며, 1844년 2월 대포가 폭발하여 몇 명이 사망하였지만, 책임 추궁은 면했다.
1847년 1월, 준장의 지위에 있던 스톡턴은 동태평양에서 해군을 이끌고 리오 산가브리엘 전투와 라메사 전투에서 멕시코로부터 캘리포니아를 빼앗는 데 중요한 역할을 하였다. 《카우엥가 조약》을 이끌어 내며 종전에 기여하였다. 그는 캘리포니아의 초대 군정 장관을 지냈다.
1850년 5월, 스톡턴은 해군에서 제대를 하여 사업과 정치의 현장으로 돌아간다. 1851년 그는 민주당원으로서 뉴저지에서 미국 상원에 선출되었다. 그는 해군에서 징벌의 수단으로 사용되던 채찍형을 철폐하는 법안 발의에 서명을 했다. 그는 1853년 1월 10일에 사직하고 델라웨어 & 라리탄 운하 사장에 취임하여 1866년까지 역임했다.
1861년에 대립 관계에 있던 북부와 남부를 화해시키기 위한 협상(Peace Conference of 1861)에 임했지만, 실패로 돌아갔고 남북전쟁이 발발했다. 1863년에 남부연합군이 펜실베이니아에 침공했을 때, 그는 뉴저지 민병대 사령관에 임명되었다. 전쟁이 끝난 후 1866년에 뉴저지주 프린스턴에서 사망하여 프린스턴 묘지에 안장되었다.
그의 업적을 기리고자 해군은 3척의 함정에 그의 이름을 붙였다. 그 밖에도 도시 등 여러 지명이 그의 이름을 따서 지어졌다. 가장 유명한 것 중 하나가 캘리포니아의 스톡턴이다.

## 역대 선거 결과
| 선거명      | 직책명                  | 대수 | 정당   | 득표율  | 득표수 | 결과 | 당락                   |
| ----------- | ----------------------- | ---- | ------ | ------- | ------ | ---- | ---------------------- |
| 1851년 선거 | 상원의원 (뉴저지 제1부) | 32대 | 민주당 | 100.00% | 1표    | 1위  | 뉴저지주 상원의원 당선 |